# MSC Magnifica
MSC Magnifica é um navio de cruzeiro em operação pela MSC Cruises. Foi construído pela STX Europe em Saint-Nazaire e lançado em 2010 para operar inicialmente no Mediterrâneo. O navio é o último da classe Musica da MSC. O navio tem 95.128 toneladas, transporta 2.518 passageiros em ocupação dupla ou 3.013 em sua lotação máxima e possui 1027 tripulantes.
Em 2013, pouco antes de partir em travessia ao Brasil, se acidentou na Grécia, e teve seu casco danificado.
Já realizou quatro temporadas no Brasil, sendo a última em 2015/2016. Retornou então ao país em 2017/2018, para cruzeiros com destino ao Rio da Prata, partindo do porto de Santos.

## Características
O MSC Magnifica é uma variação da classe Musica, da MSC Cruzeiros. O navio recebeu uma piscina com teto de vidro retrátil, teve sua varanda do restaurante L'Oasi ampliada, recebeu um novo bar no deck 16 e os vidros externos das varandas receberam película fumê. Na parte interior, como ocorre nos outros navios, a decoração foi modificada e novas áreas foram criadas com a presença do Cinema 4D, Boliche, mesas de Ping Pong e uma mesa de sinuca que inclusive faz o movimento contrário ao balanço do navio, ficando horizontal até mesmo nos dias de mar agitado.
O navio conta com 16 decks, sendo 13 dedicados aos passageiros. São eles: Taormina (Deck 4), Sorrento (Deck 5), Portofino
(Deck 6), Amalfi (Deck 7), Camogli (Deck 8), Panarea (Deck 9), Riccione (Deck 10), Ischia (Deck 11), Portovenere (Deck 12), Porto Cervo (Deck 13), Positano (Deck 14), Capri (Deck 15) e Sport (Deck 16).
O Magnifica possui 294 metros de comprimento, 32.2 metros de largura, 60 metros de altura e 13 elevadores. Ele chega aos 23 nós em velocidade máxima e conta com dois estabilizadores para reduzir o balanço lateral da embarcação.
O navio conta com 5 opções de acomodação: Cabine interna (sem vista para o mar); cabine externa com vista para o mar (podendo ser obstruída); cabine externa com varanda; suíte familiar com varanda; suíte deluxe com varanda. Visando atender a todos, o navio oferece ainda cabines internas, externas e externas com varanda adaptadas para hóspedes portadores de deficiências físicas.
Em reforma que será realizada no final de 2025, ganhará o MSC Yacht Club, espécie de área vip dos navios da MSC Cruzeiros. Com a mudança, terá sua capacidade reduzida, além de 63 novas suítes.

## Instalações Públicas
O MSC Magnifica tem 5 restaurantes sendo um pago, o Oriental Plaza. Possui vários bares, sendo o maior chamado de Tiger Bar com lugar para 439 pessoas sentadas.
O Spa do navio chamado MSC Aurea SPA oferece vários tratamentos e sessões de massagem (não inclusos no preço do cruzeiro).
Todas as lojas dentro do navio oferecem produtos sem acréscimo de impostos, como relógios, jóias, perfumes e chocolates.
O navio conta ainda com Shuffleboard, tênis, salas para crianças de várias idades, solarium, salão de beleza, saunas, discoteca, teatro com 1200 lugares, internet, cassino, biblioteca, galeria de arte e centro médico.

## Roteiros
O MSC Magnifica faz cruzeiros no Mediterrâneo e Norte da Europa durante o verão no hemisfério norte e na América do Sul durante o verão no hemisfério sul, parando nos principais portos dessas regiões.
Nos últimos anos, vem também realizando cruzeiros de volta ao mundo que visitam diversas regiões do globo, incluindo a América do Sul, o Caribe, o Extremo Oriente e o Pacífico Sul.

## Ligações Externas
- http://www.msccruzeiros.com.br/br_pt/HomePage.aspx
- Interiores e áreas públicas do navio em fotos, Portal WorldCruises.com